# 12368 Mutsaers
12368 Mutsaers è un asteroide della fascia principale. Scoperto nel 1994, presenta un'orbita caratterizzata da un semiasse maggiore pari a 2,3542297 UA e da un'eccentricità di 0,2058313, inclinata di 1,98399° rispetto all'eclittica.